# Слобожанська сільська рада
Слобожанська сільська рада (до 2017 року — Жовтнева) — адміністративно-територіальна одиниця та орган місцевого самоврядування в Харківському районі Харківської області. Адміністративний центр — село Слобожанське.

## Загальні відомості
Слобожанська сільська рада утворена у 1923 році.
- Територія ради: 36,52 км²
- Населення ради: 1 576 осіб (станом на 2001 рік)
- Територією ради протікає річка Харків.

## Населені пункти
Сільській раді підпорядковані населені пункти:
- с. Слобожанське
- с. Борщова

## Склад ради
Рада складається з 16 депутатів та голови.
- Голова ради: Пуляєва Ольга Віталіївна
- Секретар ради: Зюкова Галина Володимирівна

### Керівний склад попередніх скликань
| Прізвище, ім'я, по батькові | Основні відомості                                                         | Дата обрання | Дата звільнення |
| --------------------------- | ------------------------------------------------------------------------- | ------------ | --------------- |
| Діденко Тетяна Михайлівна   | Сільський голова, 1955 року народження, позапартійна                      | 26.03.2006   | 31.10.2010      |
| Пуляєва Ольга Віталіївна    | Сільський голова, 1982 року народження, освіта вища, член Партії регіонів | 31.10.2010   |                 |

Примітка: таблиця складена за даними сайту Верховної Ради України

### Депутати
За результатами місцевих виборів 2010 року депутатами ради стали:

#### За суб'єктами висування
| Суб'єкт висування | Кількість обраних депутатів | %   |
| ----------------- | --------------------------- | --- |
| Партія регіонів   | 16                          | 100 |

#### За округами
| № округу        | Прізвище, ім'я, по батькові      | Дата визнання обраним | Освіта             | Партійна приналежність | Відомості про обраного депутата                                              |
| --------------- | -------------------------------- | --------------------- | ------------------ | ---------------------- | ---------------------------------------------------------------------------- |
| Партія регіонів |                                  |                       |                    |                        |                                                                              |
| 1               | Бурлуцька Лариса Миколаївна      | 01.11.2010            | вища               | член Партії регіонів   | тимчасово не працює                                                          |
| 2               | Зюкова Галина Володимирівна      | 01.11.2010            | середня спеціальна | член Партії регіонів   | тимчасово не працює                                                          |
| 3               | Литвиненко Михайло Єгорович      | 01.11.2010            | вища               | член Партії регіонів   | ВАТ Укрелектромаш, заст. начальника цеху                                     |
| 4               | Глушко Зінаїда Федорівна         | 01.11.2010            | середня            | член Партії регіонів   | пенсіонер                                                                    |
| 5               | Черкашина Юлія В'ячеславівна     | 01.11.2010            | вища               | член Партії регіонів   | Харківська міська поліклініка № 20, лікар загальної практики                 |
| 6               | Дєрєєва Ганна Анатоліївна        | 01.11.2010            | вища               | член Партії регіонів   | Жовтнева загальноосвітня школа І-ІІІ ст., вчитель                            |
| 7               | Крамаренко Наталія Володимирівна | 01.11.2010            | середня спеціальна | член Партії регіонів   | Харківська міська клінічна лікарня № 8, медична сестра                       |
| 8               | Дереєв Володимир Васильович      | 01.11.2010            | середня            | член Партії регіонів   | КП КГ «Харківкомуночиствод», слюсар АВР                                      |
| 9               | Момот Володимир Олександрович    | 01.11.2010            | вища               | член Партії регіонів   | тимчасово не працює                                                          |
| 10              | Пуляєва Любов Михайлівна         | 01.11.2010            | вища               | член Партії регіонів   | пенсіонер                                                                    |
| 11              | Пуляєв Іван Григорович           | 01.11.2010            | середня            | член Партії регіонів   | Жовтнева сільська рада Харківського району Харківської області, в.о. голови  |
| 12              | Пуляєва Віта Михайлівна          | 01.11.2010            | вища               | член Партії регіонів   | фізична особа-підприємець                                                    |
| 13              | Бабиніна Ольга Іванівна          | 01.11.2010            | вища               | член Партії регіонів   | Русько-Тишківська загальноосвітня школа І-ІІІ ст., заступник директора з НВР |
| 14              | Санін Євген Олексійович          | 01.11.2010            | вища               | член Партії регіонів   | КП КГ «Харківкомуночиствод», слюсар-ремонтник                                |
| 15              | Капліченко Тамара Іванівна       | 01.11.2010            | вища               | член Партії регіонів   | тимчасово не працює                                                          |
| 16              | Чумейко Тетяна Федорівна         | 01.11.2010            | вища               | член Партії регіонів   | тимчасово не працює                                                          |